# Alexi Hawley
Alexi Hawley (* 1967 in Los Angeles) ist ein US-amerikanischer Drehbuchautor und Fernsehproduzent. Er ist der Schöpfer verschiedener Serien, darunter die beiden ABC-Serien The Rookie und The Rookie: Feds.

## Leben
Alexi Hawley wurde 1967 in Los Angeles geboren. Seinen ersten Job als Drehbuchautor erhielt Hawley 2004 für den Horrorfilm Exorzist: Der Anfang. Es folgte die im März 2009 gestartete Serie Castle, die in New York City spielt und von dem Romanautor Richard Castle und NYPD-Detective Katherine Beckett handelt. Die Serie endete nach acht Staffeln im Mai 2016.
Er arbeitete an Body of Proof und Training Day mit. 2014 debütierte Hawley als Executive Producer bei der Dramaserie The Following, die auf Fox ausgestrahlt, aber nach drei Staffeln eingestellt wurde. 2016 wurde Hawley Executive Producer seiner ersten Dramaserie State of Affairs, die auf NBC ausgestrahlt, aber nach einer Staffel eingestellt wurde.
2017 entwickelte Hawley die Serie The Rookie und verkaufte sie an ABC. Schließlich erhielt die Serie einen Pilotauftrag und später einen Serienauftrag. Hawley hat über 20 Episoden der Serie geschrieben oder an ihnen mitgewirkt, darunter auch die Pilotfolge. Er inszenierte auch das Finale der vierten Staffel „In der Einöde“ (englisch Day In The Hole), was sein Debüt als Regisseur war.

## Filmografie (Auswahl)
Als Drehbuchautor
- 2004: Exorzist: Der Anfang (Exorcist: The Beginning)
- 2009–2016: Castle (Fernsehserie, 14 Episoden)
- 2013: Body of Proof (Fernsehserie, 2 Episoden)
- 2014–2015: State of Affairs (Fernsehserie, Schöpfer, Drehbuch von Episode 1x01)
- 2014–2015: The Following (Fernsehserie, 5 Episoden)
- 2017: Training Day (Fernsehserie, Episode 1x10)
- seit 2018: The Rookie (Fernsehserie, Schöpfer)
- 2022: The Recruit (Fernsehserie, Schöpfer, Drehbuch von 4 Episoden)
- 2022–2023: The Rookie: Feds (Fernsehserie, Schöpfer, Drehbuch von 3 Episoden)

Als Executive Producer
- 2014–2015: State of Affairs (Fernsehserie)
- seit 2018: The Rookie (Fernsehserie)
- 2022–2023: The Rookie: Feds (Fernsehserie)

Als Regisseur
- 2022, 2024: The Rookie (Fernsehserie, 2 Episoden)